# Lijst van smartphones
Dit is een lijst van smartphones gesorteerd op merk.

## Acer
- Allegro
- beTouch E110
- beTouch E120
- beTouch E130
- beTouch E400
- CloudMobile
- Iconia Smart S300
- Liquid Glow
- Liquid Z110
- Liquid Gallant
- Liquid E1
- Liquid E2
- Liquid E3
- Liquid Jade
- Liquid Jade S
- Liquid Jade Z
- Liquid Metal
- Liquid Mini
- Liquid Z3
- Liquid Z4
- Liquid Z5
- Liquid Z500
- Liquid Zest
- Liquid Z6
- Liquid Z6 Plus
- neoTouch P300
- neoTouch P400
- Stream

## Alcatel
- OT-serie
  - OT-918
  - OT-991
  - OT-995
  - One Touch Scribe HD
  - One Touch Scribe X

## Apple
- iPhone
- iPhone 3G
- iPhone 3GS
- iPhone 4
- iPhone 4S
- iPhone 5
- iPhone 5C
- iPhone 5S
- iPhone 6
- iPhone 6 Plus
- iPhone 6S
- iPhone 6S Plus
- iPhone SE
- iPhone 7
- iPhone 7 Plus
- iPhone 8
- iPhone 8 Plus
- IPhone SE (2016)
- IPhone SE (2020)
- IPhone SE (2022)
- iPhone X
- iPhone XR
- iPhone XS
- iPhone XS Max
- iPhone 11
- iPhone 11 Pro
- iPhone 11 Pro Max
- iPhone 12
- iPhone 12 Pro
- iPhone 13
- iPhone 13 Pro
- iPhone 14
- iPhone 14 Pro
- iPhone 15
- iPhone 15 Pro
- iPhone 16

## Astron
- Rough Pro SA-SM-14
- Rough Pro EX-SM-14

## Asus
- ZenFone-serie

## BlackBerry
- Blackberry Curve-serie
  - Blackberry Curve 9380 (2011)
  - Blackberry Curve 9360 (2011)
  - Blackberry Curve 3G 9300 (2010)
  - Blackberry Curve 8520 (2009)
  - Blackberry Curve Javelin 8900 (2009)
  - Blackberry Curve 9220 (2012)
  - Blackberry Curve 9320 (2012)

- Blackberry Torch-serie
  - Blackberry Torch 9810 (2011)
  - Blackberry Torch 9860 (2011)
  - Blackberry Torch 9800 (2010)

- Blackberry Bold-serie
  - Blackberry Bold Touch 9900 (2011)
  - Blackberry Bold 9790 (2012)
  - Blackberry Bold 9780 (2010)
  - Blackberry Bold 9700 (2009)
  - Blackberry Bold 9650 (2010)

- Blackberry Storm-serie
  - Blackberry Storm 9520 (2009)
  - Blackberry Storm 9550 (2009)

- Blackberry Pearl-serie
  - Blackberry Pearl 9105 (2010)
  - Blackberry Pearl 9100 (2010)

- Blackberry Style

- Blackberry P9981 (Porsche Design) (2012)
- BlackBerry Q-serie
  - BlackBerry Q10 (2013)
  - BlackBerry Q20
- BlackBerry Passport

- BlackBerry Z-serie
  - BlackBerry Z10
  - BlackBerry Z20
  - BlackBerry Z30
- BlackBerry Classic
- BlackBerry KeyOne-serie
  - BlackBerry KeyOne
  - BlackBerry KeyTwo
- BlackBerry Priv

## Bq
- Aquaris E5 HD
- Aquaris U Plus

## Dell
- Venue
- Venue Pro

## Essential
- Essential Phone PH-1
- Essential Phone PH-2 ("Project GEM")

## Fairphone
- Fairphone 1
- Fairphone 2
- Fairphone 3/3+
- Fairphone 4
- Fairphone 5
- The Fairphone (Gen. 6)

## Fujitsu
- Fujitsu Stylistic S01
- Fujitsu Toshiba IS12T

## F(x)tec
- Pro1
- Pro1 X

## Google
- Nexus-serie
  - Nexus One
  - Nexus S
  - Galaxy Nexus
  - Nexus 4
  - Nexus 5
  - Nexus 6
- Pixel-serie
  - Pixel
  - Pixel 2/2 XL
  - Pixel 3/3a/3a XL
  - Pixel 4
  - Pixel 5
  - Pixel 6/6P
  - Pixel 7
  - Pixel 8
  - Pixel 9

## HP
- iPAQ hw6915
- HP Elite X3
- HP Pre 3
- HP Windsor

## HTC
- 7-serie
  - 7 Mozart
  - 7 Pro
  - 7 Surround
  - 7 Trophy
- Artemis
- Blue Angel
- Explorer
- ChaCha
- Desire-serie
  - Desire
  - Desire C
  - Desire HD
  - Desire X
  - Desire Z
- Dragon
- Droid Incredible
- HD2
- HD7
- Hero
- Incredible S
- Legend
- Magic
- MAX 4G
- One-serie
  - One
  - One Mini
  - One S
  - One V
  - One X
  - One X+
- P3470
- P6500
- Radar
- S-serie
  - S710
  - S730
  - S740
- Sensation
- Snap
- Tattoo
- Titan
- Titan II
- Touch-serie
  - Touch
  - Touch 3G
  - Touch Cruise
  - Touch Dual
  - Touch HD
  - Touch Diamond
  - Touch Diamond2
  - Touch Pro
  - Touch Pro 2
  - Touch Viva
- TyTN
- TyTN II
- Wildfire
- Wildfire S
- Windows Phone 8X
- Windows Phone 8S
- Wizard

## Huawei
- Ascend-serie
  - Ascend D Quad
  - Ascend D2
  - Ascend W1

- Mate-serie (voorheen onder de Ascend-serie)
  - Ascend Mate
  - Ascend Mate 2 4G
  - Ascend Mate 7
  - Mate S
  - Mate 8
  - Mate 9
  - Mate 9 Pro
  - Mate 9 Porsche Design
  - Mate 10
  - Mate 10 Lite
  - Mate 10 Pro
  - Mate 10 Porsche Design

- P-serie (voorheen onder de Ascend-serie)
  - Ascend P1
  - Ascend P2
  - Ascend P6
  - Ascend P7
  - Ascend P7 Mini
  - P8
  - P8 Lite
  - P8 Lite (2017)
  - P8 Max
  - P9
  - P9 Lite
  - P9 Lite Mini
  - P9 Max
  - P10
  - P10 Lite
  - P10 Plus

- Huawei Ideos X5

## Intex
- Aquafish

## Jolla
- Jolla Phone
- Jolla C

## Lenovo
- A series(cost effective)
- K series(High-performance)
  - K860
  - K900
- P series(Business)
- S series (fashion)

## LG
- Cookie-serie
  - Cookie
  - Cookie Fresh
  - Cookie Plus
- LG Optimus-serie
  - Optimus 2X Speed
  - Optimus 3D Speed
  - Optimus 4X HD
  - Optimus 7
  - Optimus 7 Jil Sander
  - Optimus 7.5
  - Optimus Black
  - Optimus G
  - Optimus G Pro
  - Optimus Me
  - Optimus One
  - Optimus White
- Optimus F-serie
  - Optimus F5
  - Optimus F7
- Optimus L-serie
  - Optimus L3
  - Optimus L3 II
  - Optimus L5
  - Optimus L5 II
  - Optimus L7
  - Optimus L7 II
  - Optimus L9
- LG PRADA Phone by LG
- Quantum
- LG G2
- LG Renoir

## Meizu
- MX4

## Motorola
- Droid Razr-serie
- Mpx-serie
- Motorola Razr-serie
- Smart
- Defi-serie
- Luxe
- Milestone-serie
- Xt-serie
- Wilder
- Moto E
- Moto G
- Moto X
- Z2 Force

## Nokia
- E-serie
  - E51
  - E61
  - E65
  - E71
  - E72
- N-serie
  - N8
  - N9
  - N73
  - N80
  - N82
  - N85
  - N95
  - N96
  - N97
  - N900
- C-serie Nokia c6-00 c6-01
- 808 PureView
- 5800
- 9500 Communicator
- Nokia Lumia-serie
  - Lumia 505
  - Lumia 510
  - Lumia 520
  - Lumia 610
  - Lumia 620
  - Lumia 625
  - Lumia 710
  - Lumia 720
  - Lumia 800
  - Lumia 810
  - Lumia 820
  - Lumia 822
  - Lumia 900
  - Lumia 920
  - Lumia 925
  - Lumia 930
  - Lumia 1020
  - Lumia 1320
  - Lumia 1520

## Nothing
- Nothing Phone-serie

## OnePlus
- OnePlus One
- OnePlus 2
- OnePlus X
- OnePlus 3
- OnePlus 3T
- OnePlus 5
- OnePlus 5T
- OnePlus 6
- OnePlus 6T
- OnePlus 6T McLaren
- OnePlus 7
- OnePlus 7 Pro
- OnePlus 7t
- OnePlus 7t Pro
- OnePlus 7t Pro McLaren
- OnePlus 8
- OnePlus 8 Pro
- OnePlus Nord
- OnePlus 8T
- OnePlus Nord N10 5G
- OnePlus Nord N100
- OnePlus 9
- OnePlus 9 Pro
- OnePlus Nord CE 5G
- OnePlus Nord 2 5G

## Oppo
- Find X-serie
- Reno-serie
- A-serie

## Orange
- SPV-serie

## Palm
- Pre-serie
  - Pre
  - Pre 2
  - Pre Plus
- Pixi-serie
  - Pixi
  - Pixi Plus
- Treo-serie
  - Treo 180
  - Treo 270
  - Treo 750 / Treo 750v
  - Treo 680
  - Treo 650
  - Treo 600
  - Treo Pro
  - Treo 500v
- Centro
- PVG100 ("Pepito")

## Pantech
- Pantech Discover
- Pantech Pocket

## Pine64
- PinePhone
- PinePhone Pro

## Planet Computers
- Gemini PDA
- Cosmo Communicator
- Astro Slide

## Samsung
- ATIV S
- Chat 335
- Samsung Focus-serie
  - Focus
  - Focus 2
  - Focus Flash
  - Focus S
- Samsung Galaxy-serie
  - Galaxy
  - Galaxy 3
  - Galaxy A6
  - Galaxy A10
  - Galaxy A20
  - Galaxy A32 5G
  - Galaxy Ace
  - Galaxy Ace 2
  - Galaxy Ace Plus
  - Galaxy Ace 3
  - Galaxy Ace 4
  - Galaxy Beam
  - Galaxy Core
  - Galaxy Fame
  - Galaxy Gio
  - i7500 Galaxy
  - Galaxy J3
  - Galaxy Mega 6.3
  - Galaxy Mini
  - Galaxy Mini 2
  - Galaxy Nexus
  - Galaxy Note
  - Galaxy Note 2
  - Galaxy Note 3
  - Galaxy Note 3 Neo
  - Galaxy Note 4
  - Galaxy Note II
  - Galaxy Note Edge
  - Galaxy Pocket
  - Galaxy S
  - Galaxy S Advance
  - Galaxy S Duos
  - Galaxy S Giorgio Armani
  - Galaxy S Plus
  - Galaxy S II
  - Galaxy S II Plus
  - Galaxy S III
  - Galaxy S III Mini
  - Galaxy S III Neo
  - Galaxy S Plus
  - Galaxy S4
  - Galaxy S4 Mini
  - Galaxy S5 en S5 neo
  - Galaxy S6 en S6 Edge en S6 Edge Plus
  - Galaxy S7 en S7 Edge
  - Galaxy S8 en S8 Plus
  - Galaxy S9 en S9 Plus
  - Galaxy S10 en S10E
  - Galaxy S21
  - Galaxy S23
  - Galaxy S24
  - Galaxy Spica
  - Galaxy TxT
  - Samsung Galaxy Trend
  - Galaxy Xcover
  - Galaxy Xcover 2
  - Galaxy Y
  - Galaxy Y 2
  - Galaxy Z Flip
  - Galaxy Z Flip 3
  - Galaxy Z Flip 4
  - Galaxy Z Flip 5
  - Galaxy Fold
  - Galaxy Z Fold 2
  - Galaxy Z Fold 3
  - Galaxy Z Fold 4
  - Galaxy Z Fold 5
- Jet
- Samsung Omnia-serie
  - Omnia 2
  - Omnia 7
  - Omnia Pro 4
  - Omnia I900
  - Omnia M
  - Omnia Qwerty
  - Omnia W
- SCH-W999
- SCH-W2013
- Star
- Wave

## Shift
- SHIFT6mq

## Sony Ericsson/Sony
- Sony Ericsson-smartphones
  - Aino
  - M600i
  - P990i
  - Satio
  - Vivaz/Vivaz Pro
  - Xperia X1
  - Xperia X2
  - Xperia X10
  - Xperia Arc
  - Xperia Arc S
  - Xperia Ray
  - Xperia Play
  - Xperia Neo
  - Xperia Pro
  - Xperia X8
- Sony Xperia-smartphones
  - Xperia acro S
  - Xperia E
  - Xperia E dual
  - Xperia E1
  - Xperia E3
  - Xperia go
  - Xperia ion
  - Xperia J
  - Xperia L
  - Xperia M
  - Xperia M2
  - Xperia miro
  - Xperia neo L
  - Xperia P
  - Xperia S
  - Xperia SP
  - Xperia SL
  - Xperia sola
  - Xperia T
  - Xperia tipo
  - Xperia tipo dual
  - Xperia TX
  - Xperia T2
  - Xperia U
  - Xperia V
  - Xperia Z
  - Xperia Z Ultra
  - Xperia ZR
  - Xperia ZL
  - Xperia Z1
  - Xperia Z1 Compact
  - Xperia Z2
  - Xperia Z3
  - Xperia Z3 Compact

## T-Mobile
- T-Mobile G1

## Toshiba
- Fujitsu Toshiba IS12T

## Transsion
- Infinix
  - Hot 9 Pro
  - Smart 4 Plus
  - Zero X PRO
- Itel Mobile
- Tecno Mobile
  - Camon CX
  - Camon 15 Premier
  - Camon 18 Premier
  - Camon 19 Pro
  - Camon 20 Premier
  - Phantom X2 Pro
  - Phantom V Flip
  - Pouvoir 4 Pro
  - Spark 4
  - Spark 8
  - Spark 9 Pro
  - Spark 10 Pro
  - Spark 20

## Unihertz
- Jelly-serie
  - Jelly
  - Jelly Pro
  - Jelly Star
  - Jelly Max
  - Jelly 2
- Atom-serie
  - Atom
  - Atom L
  - Atom XL
- Tank-serie
  - Tank
  - Tank Mini
  - Tank 3 Pro
- Titan-serie
  - Titan
  - Titan Pocket
  - Titan Slim
- TickTock-serie
  - TickTock
  - TickTock-E
  - TickTock-S
  - Golden Eye

## Vivo
- Vivo NEX
- Vivo NEX 3
- Vivo V1
- Vivo V3
- Vivo V9
- Vivo V19
- Vivo X7
- Vivo X51
- Vivo X60 en X60 Pro en X60 Pro+
- Vivo Y-serie

## Volla
- Volla Phone
- Volla Phone X
- Volla Phone 22
- Volla Phone X23
- Volla Phone Quintus

## Xiaomi
- Xiaomi MI-ONE
- Xiaomi MI2
- Xiaomi MI2A
- Xiaomi MI3
- Xiaomi Mi A3
- Xiaomi Mi 6
- Poco-serie
  - Poco(phone) F1
  - Poco F2
  - Poco F3
  - Poco F4
  - Poco X3/X3 NFC
  - Poco M2
  - Poco M2 Pro
  - Poco M3
- Redmi-serie
  - Redmi Mi Note 2
  - Redmi Note 3
  - Redmi Mi MIX 3
  - Redmi 3S/3X/3SP
  - Redmi 4A
  - Redmi 4X
  - Redmi 5 Plus
  - Redmi 7
  - Redmi Note 7
  - Redmi Note 7 Pro
  - Redmi Note 8 Pro
  - Redmi 9/9 Prime
  - Redmi 9C/9C NFC
  - Redmi 9S
  - Redmi Note 9
  - Redmi Note 9S
  - Redmi Note 9 Pro
  - Redmi Note 10
  - Redmi Note 10 Pro

## Zopo
- Zopo Color C
- Zopo Color E
- Zopo Color S
- Zopo Color S5
- Zopo Color S5.5
- Zopo Flash C1
- Zopo Flash E1
- Zopo Flash S
- Zopo Speed 7
- Zopo Speed 7C
- Zopo Speed 7 GP
- Zopo Speed 7 Plus
- Zopo Speed 8
- Zopo ZP200
- Zopo ZP980
- Zopo ZP998
- Zopo ZP999

## ZTE
- ZTE Engage
- ZTE Orbit
- ZTE Render
- ZTE Tania
- ZTE Warp
- ZTE Warp Sequent

## Zuk
- z2 Plus